# خالد الرشیدی
خالد الرشیدی (عربی: خالد الرشيدي؛ زاده ۲۰ آوریل ۱۹۸۷) یک بازیکن فوتبال اهل کویت است.
وی همچنین در تیم ملی فوتبال کویت بازی کرده‌است.